# Faschierte Laibchen

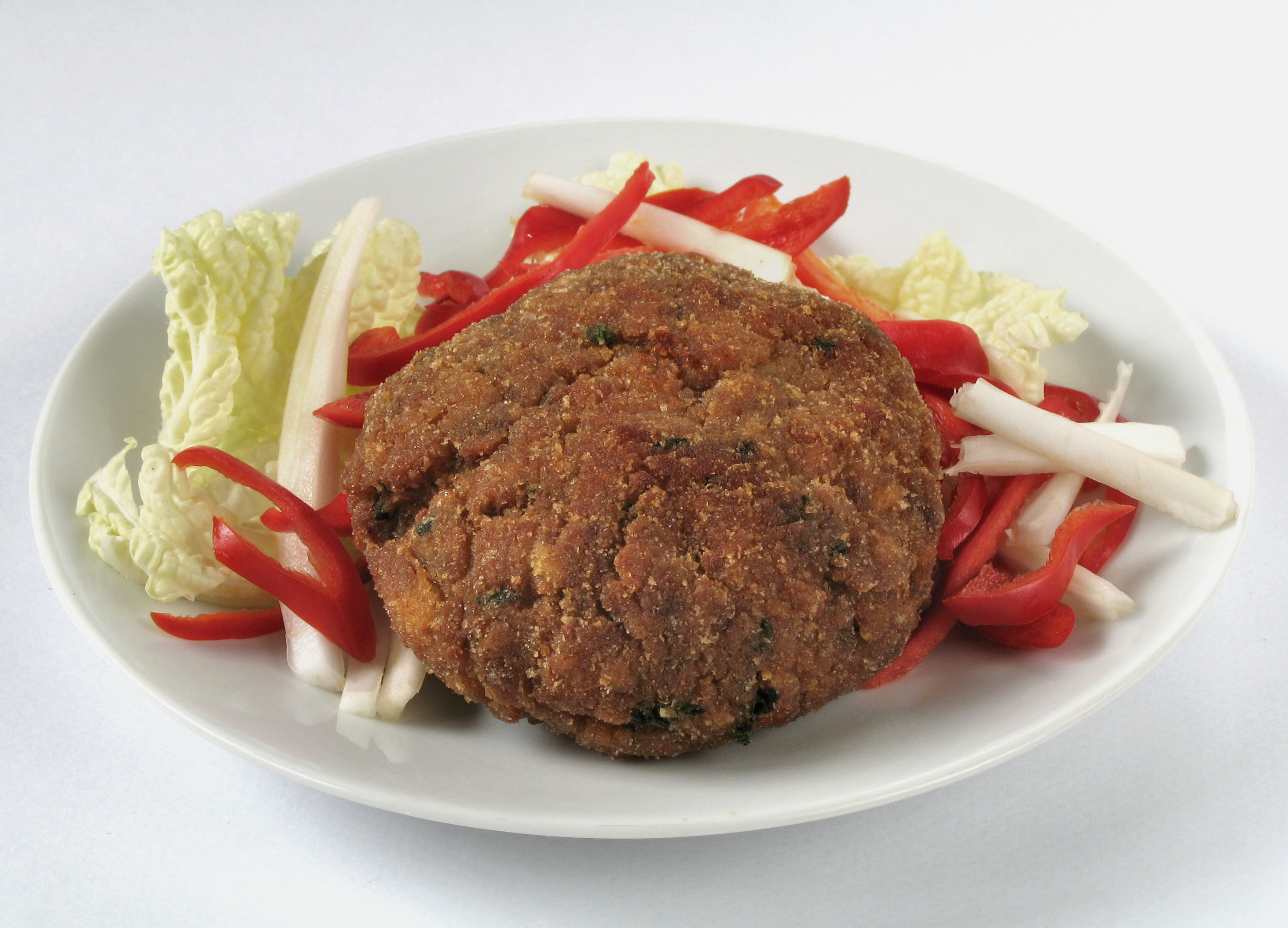
Faschiertes Laibchen mit Salatgarnitur

Faschierte Laibchen (auch Fleischlaibchen, Fleischlaiberl, Fleischlaberl, Fleischloaberl; auf Ungarisch: fasírozott) wird eine österreichische und ungarische Speise genannt, die aus Faschiertem besteht. Da es keinen einheitlichen Ausdruck für ganz Österreich gibt, werden in österreichischen Kochbüchern und als Produktbezeichnungen meist die Kunstwörter Faschierte Laibchen und Fleischlaibchen verwendet. Der Begriff Faschiertes (von „Fasch“ für „Farce“) hatte sich in Österreich als Bezeichnung für das in Deutschland als Hackfleisch bezeichnete  neben Farciertes ab Anfang des 19. Jahrhunderts durchgesetzt. Heute gilt das Faschierte Laibchen als eine „typisch österreichische kulinarische Besonderheit“, wenngleich keine grundlegenden Unterschiede in Rezeptur und Zubereitung gegenüber der in Deutschland verbreiteten Frikadelle bestehen.
Das Faschierte oder Hackfleisch, in der Regel von Rind und Schwein, wird mit Pfeffer, Majoran, Knoblauch und Salz gewürzt. Hinzu kommen noch feingehackte Zwiebel, frisches Petersilgrün und Eier sowie in dünne Scheiben oder Würfel geschnittene Semmeln, die in Wasser oder Milch eingeweicht und gut ausgepresst werden. Danach wird die Masse gut vermischt. Anschließend werden aus der Masse auf einer Semmelbröselunterlage kleine Laibe geformt und in reichlich Speiseöl gebraten. 
Eine Variante des Faschierten Laibchens ist das Butterschnitzel der Wiener Küche.